# Doom: The Dark Ages
Doom: The Dark Ages — компьютерная игра в жанре шутера от первого лица. В качестве разработчика выступает компания id Software, в качестве издателя — Bethesda Softworks. The Dark Ages является частью серии Doom и служит приквелом к Doom 2016 года и Doom Eternal. Выход игры состоялся 15 мая 2025 года для платформ Windows, PlayStation 5 и Xbox Series X/S.

## Сюжет
Doom: The Dark Ages является приквелом Doom 2016 года. Как и в прошлых частях, в качестве главного героя выступает Палач Рока, который противостоит ордам демонов из ада. Действие игры происходит в техно-средневековом сеттинге.
Задолго до вторжения сил ада на Марс и Землю, Ночные Стражи Аргент Д’Нура во главе с королём Новиком и командерами Фирой и Валеном, а также их союзники Творцы были вовлечены в жестокую войну с силами ада, которые ищут Сердце Аргента. Палач Рока, которого Творцы наделили силой, отправляется для того, чтобы помочь переломить ход событий в пользу человечества. Однако Палач сражается не полностью по своей собственной воле, поскольку его хозяин Крид Творец подавляет его разум с помощью устройства, называемого Привязью. Тем временем лидер сил ада, принц Азрак, понимает, что не стоит пытаться сражаться с Палачом напрямую, и сосредотачивает свои усилия на поиске Сердца.
В конце концов, Азрак находит место, где спрятано Сердце, и нападает на него, но Палачу и Новику, действуя сообща, удаётся помешать Азраку и не дать Сердцу попасть в его руки. Однако Новик решает оставить Сердце себе, не полностью доверяя Палачу Рока или Творцам. Затем Азрак возглавляет контратаку для того, чтобы окружить и уничтожить силы Стражей, прежде чем они смогут сбежать. Крид отказывается использовать Палача, чтобы помочь им, намереваясь сохранить себя в безопасности. Не желая видеть, как демоны убивают невинных, Палач освобождается от контроля Привязи над ним, заставляя Крида отправить его обратно в битву, где он успешно сдерживает демонов достаточно долго для того, чтобы Стражи успели сбежать. Получив очередной удар, Азрак предлагает Криду заключить союз. Тем временем Палач пытается снять Привязь со своей брони, но безуспешно, и Фира поручает ему найти источник энергии Сердца Аргента до того, как это сделает Азрак.
Фира исполняет древний ритуал для того, чтобы усилить щит Палача, и он отправляется на штурм крепости Азрака в аду. Тем временем Крид предаёт Стражей, отправив запись ритуала Фиры, сделанную Привязью, Азраку, который понимает, что Фира на самом деле является источником силы Сердца, и приказывает схватить её живой. Не найдя Азрака, Палач возвращается в мир смертных, только для того, чтобы увидеть, как Фиру и Крида захватывают демоны. Чтобы последовать за ними, Палач пробуждает Древнего и следует за ним обратно в его родной мир. Однако Азраку удаётся одолеть и подчинить себе Палача. Азрак узнаёт о том, что Фира является домом для души Призрака, и извлекает её, чтобы питать Сердце. Вместо того, чтобы последовать совету Крида и убить Палача, Азрак оставляет его в заточении на то время, пока он возглавляет последнюю атаку на Стражей.
Будучи заключенным в тюрьму тремя Древними, Палач самостоятельно уничтожает Привязь в своих доспехах, убивая Древних вместе с собой. Затем его душа отправляется в ад, где он продолжает сражаться, чтобы вернуться в мир смертных, пока Вален воскрешает его с помощью демонического ритуала. Палач убивает Крида за его предательство, а затем снова сталкивается с Азраком, побеждая его и освобождая душу Фиры. Азрак бежит обратно в ад, а Палач и Фира возглавляют контрнаступление для того, чтобы уничтожить его раз и навсегда. Палач загоняет в угол и убивает Азрака, заставляя его войска отступить и спасая Аргент Д’Нур. После этого Творцы отрекаются от действий Крида, в то время как Новик и Вален планируют очистить их от всех оставшихся предателей. Фира сплачивает Стражей, призывая их не доверять Творцам, а верить в себя. Тем временем Палач захватывает корабль Крида и использует его для того, чтобы продолжить свой крестовый поход против сил ада.

## Игровой процесс

Палач Рока, вооружённый супердробовиком и щитом-пилой, сражается с демонами

Doom: The Dark Ages отличается от своих предшественников более приземлённым и продуманным стилем боя. Игрок участвует в сценариях «стой и сражайся», используя такие механики, как стрейф с прицеливанием. Палач Рока представлен как «железный танк», оснащённый расширенными возможностями ближнего боя и функцией замедленного убийства для улучшения контроля во время боя. Введение щита-пилы (англ. Shield Saw) позволяет блокировать, парировать и атаковать одним движением, что добавляет глубины в схватки ближнего боя. Игроки смогут использовать новые виды оружия, такие как «Череподав».
В игре также представлены масштабные сражения, в том числе возможность оседлать кибернетического дракона и управлять 30-этажным атланским мехом для борьбы с врагами. Эти элементы способствуют созданию обширной кампании, в которой исследование сочетается с интенсивными боевыми сценариями.
Если в предыдущих частях серии Doom, таких как Doom (2016) и Doom Eternal (2020), основное внимание уделялось быстрым и акробатическим боям, то в Doom: The Dark Ages акцент сделан на более тяжёлых и продуманных боевых действиях. Средневековый сеттинг представляет новое оружие и механики, делая упор на ближний бой и стратегические сражения, а не на стиль «беги и стреляй», как в предыдущих играх. В повествовании больше внимания уделяется сюжету, больше видеовставок и развития персонажей, что обеспечивает более глубокое понимание происхождения Палача Рока. Включение транспорта, такого как кибернетический дракон и Атлан, добавляет новые слои в геймплей.

## Разработка и выпуск
Игра была анонсирована 9 июня 2024 года в ходе трансляции Xbox Games Showcase 2024. Игра вышла для персональных компьютеров под управлением Windows и игровых приставок PlayStation 5 и Xbox Series X/S.
На онлайн-мероприятии Xbox Developer Direct 2025, прошедшего 23 января 2025 года, была анонсирована дата выхода и продемонстрирован игровой процесс игры.

## Критика
| Сводный рейтинг       | Сводный рейтинг                        |
| Агрегатор             | Оценка                                 |
| --------------------- | -------------------------------------- |
| Metacritic            | 85/100 (PC) 83/100 (PS5) 85/100 (XBXS) |
| OpenCritic            | 85/100                                 |
| «Критиканство»        | 80/100                                 |
| Иноязычные издания    |                                        |
| Издание               | Оценка                                 |
| 4Players              | 8/10                                   |
| Destructoid           | 9,5/10                                 |
| Edge                  | 6/10                                   |
| Eurogamer             | [ 18 ]                                 |
| Game Informer         | 9,5/10                                 |
| GameSpot              | 8/10                                   |
| GamesRadar+           | [ 21 ]                                 |
| GameStar              | 90/100                                 |
| Hardcore Gamer        | 5/5                                    |
| IGN                   | 9/10                                   |
| Jeuxvideo.com         | 17/20                                  |
| NME                   | [ 26 ]                                 |
| PCGamesN              | 8/10                                   |
| PC Gamer (US)         | 80/100                                 |
| Push Square           | 8/10                                   |
| Shacknews             | 9/10                                   |
| The Guardian          | [ 31 ]                                 |
| VG247                 | [ 32 ]                                 |
| VideoGamer            | 8/10                                   |
| Video Games Chronicle | [ 34 ]                                 |
| Русскоязычные издания |                                        |
| Издание               | Оценка                                 |
| 3DNews                | 9/10                                   |
| GameMAG.ru            | 7/10                                   |
| PlayGround.ru         | 9/10                                   |
| StopGame.ru           | «Похвально»                            |
| «Игромания»           | 8/10                                   |
| «Канобу»              | 7,5/10                                 |

Игра получила преимущественно положительные оценки согласно сайтам Metacritic и OpenCritic.